# Roger Mason
Roger Philip Mason, Jr. (Washington, 10. rujna 1980.) američki je profesionalni košarkaš. Igra na poziciji bek šutera, a trenutačno je član NBA momčadi New York Knicksa. Izabran je u 2. krugu (30. ukupno) NBA drafta 2002. od strane Chicago Bullsa. 

## Rani život
Mason je pohađa srednju školu Grace Episcopal Day School u Silver Springu i srednju školu Sidwell Friends School u Kensingtonu. Kao igrač prve godine na Sidwell Friends School izabran je za najkorisnijeg igrača momčadi. Na drugoj godini prebacuje se u Our Lady of Good Counsel High School. Tiekom pohađanja Good Counsel High School ukupno je postigao 1 426 poena. U izboru američkih dnevnih novina The Washington Post izabran je u All-Metropolitan prvu petorku, a od dnevnih novina Montgomery Journal dobio je priznanje u All-Washington Catholic Athletic Conference i državnu momčad. Isto je tako dobio nagradu Mr. Basketball za najboljeg igrača u okrugu Washingtona. 

## Sveučilište
Mason je pohađao sveučilište Virginia. 2001. izabran je u treću petorku All-Atlantic Coast konferencije. Postavio je rekord po postotku uspješnosti slobodnih bacanja na sveučilištu Virginia (86.0%) i trenutačno je treći najuspješniji izvođač slob. bacanja svih vremena u ACC konferenciji. 

## Karijera

### NBA
Izabran je kao trideseti izbor NBA drafta 2002. od strane Chicago Bullsa. U Bullsima je proveo sezonu 2002./03. i početak sezone 2003./04. (odigrao samo 3 utakmice), a onda je mijenjan u Toronto Raptorse. Nekoliko mjeseci kasnije otpušten je iz kluba. Prije početka sezone 2007./08. potpisao je jednogodišnji ugovor s Washington Wizardsa i početkom sezone imao malu minutažu. Međutim, ozljedama Gilberta Arenasa i Antonia Danielsa dobio je značajniju ulogu u momčadi i postizao najbolje brojke u karijeri. Na kraju sezone napustio je klub i potpisao za San Antonio Spurse.25. prosinca 2008., Mason je svojom tricom na kraju utakmice protiv Phoenix Sunsa donio pobijedu Spursima, a tijekom utakmice zabio je samo sedam poena. Sezonu je završio s učincima karijere u poenima, skokovima i asistencijama. Odigrao je svih 82 utakmice regularnog dijela, a 71 utakmicu započeo je u startnoj petorci. 10. kolovoza 2010. Mason je potpisao za New York Knickse.

### Europa
Mason je u Europi proveo dvije godine. U sezoni 2004./05. igrao je za grčkog diva Olympiakosa, a sezonu kasnije za izraelski Hapoel Jeruzalem. Dok je igrao za Olympiakos u Euroligi je u prosjeku postizao 12.1 poen i 2.8 skokova po utakmici.

## NBA statistika

### Regularni dio
| Godina    | Klub        | Odig. uta. | Uta. poč. | Min. | 2P%  | 3P%  | Sl. bac.% | Skok. | Asist. | Ukr. lop. | Blok. | Poena |
| --------- | ----------- | ---------- | --------- | ---- | ---- | ---- | --------- | ----- | ------ | --------- | ----- | ----- |
| 2002./03. | Chicago     | 17         | 0         | 6.6  | .355 | .333 | 1.000     | .7    | .7     | .2        | .0    | 1.8   |
| 2003./04. | Chicago     | 3          | 0         | 14.3 | .091 | .167 | .000      | 1.0   | 1.0    | .3        | .0    | 1.0   |
| 2003./04. | Toronto     | 23         | 3         | 12.4 | .356 | .364 | .864      | 1.2   | 1.0    | .4        | .3    | 4.0   |
| 2006./07. | Washington  | 62         | 0         | 7.9  | .330 | .324 | .875      | .7    | .6     | .2        | .1    | 2.7   |
| 2007./08. | Washington  | 80         | 9         | 21.4 | .443 | .398 | .873      | 1.6   | 1.7    | .5        | .2    | 9.1   |
| 2008./09. | San Antonio | 82         | 71        | 30.4 | .425 | .421 | .890      | 3.1   | 2.1    | .5        | .2    | 11.8  |
| Ukupno    |             | 267        | 83        | 19.2 | .414 | .395 | .882      | 1.8   | 1.4    | .4        | .1    | 7.4   |

### Doigravanje
| Godina    | Klub        | Odig. uta. | Uta. poč. | Min. | 2P%  | 3P%  | Sl. bac.% | Skok. | Asist. | Ukr. lop. | Blok. | Poena |
| --------- | ----------- | ---------- | --------- | ---- | ---- | ---- | --------- | ----- | ------ | --------- | ----- | ----- |
| 2006./07. | Washington  | 4          | 0         | 14.0 | .438 | .500 | .833      | .5    | .3     | .2        | .0    | 6.0   |
| 2007./08. | Washington  | 6          | 0         | 21.5 | .404 | .235 | .750      | .8    | 1.0    | .5        | .2    | 8.0   |
| 2008./09. | San Antonio | 5          | 3         | 21.6 | .375 | .368 | .667      | 1.6   | 1.8    | .2        | .0    | 6.6   |
| Ukupno    |             | 15         | 3         | 19.5 | .400 | .348 | .765      | 1.0   | 1.1    | .3        | .1    | 7.0   |

## Vanjske poveznice
- Profil na NBA.com
- Profil na DatabaseBasketball.com